# 柴有時
柴 有時（しば ありとき、1899年(明治32年)10月13日 - 1940年(昭和15年)1月15日）は、日本の陸軍軍人。十月事件に関与し、二・二六事件では同事件関与の疑いで軍法会議に起訴されるが無罪となる。日中戦争で戦死。最終階級は陸軍中佐。

## 概要
福島県出身。父・柴與市は愛媛県今治警察署長などを務めた警察官である。弟の柴時夫は陸軍大尉(36期、戦死)。城東中学、大阪陸軍地方幼年学校、中央幼年学校を経て陸軍士官学校卒業。柴は陸士33期で同期に杉本五郎などがいる。
1921年(大正10年)10月歩兵少尉任官。歩兵第22連隊第九中隊附などを経て陸軍戸山学校教官となる。1931年(昭和6年)10月に決行予定であった十月事件では、柴は抜刀隊長であった。翌年4月には歩兵第44連隊中隊長となり、1933年（昭和8年）7月、再び戸山学校教官となる。在職中に二・二六事件が発生し、柴は戒厳司令部勤務となる。2月28日に陸相官邸で同期生の山口一太郎に会った柴は、反乱部隊をいずれかに集結させる旨の奉勅命令が下ることを伝えた。事件終結後に事件関与の疑いで軍法会議に起訴され、禁錮5年の求刑を受けたが判決は無罪であった。1937年(昭和12年)11月少佐へ進級し、歩兵第58連隊大隊長などを務め、湖北省で戦傷死した。稚松会会員。